# I Če-mjong
I Če-mjong (korejsky 이재명, hanča 李在明, anglický přepis Lee Jae-myung; * 8. prosince 1963 Andong) je jihokorejský právník a politik, od roku 2022 do roku 2025 poslanec Národního shromáždění Jižní Koreje. Dne 3. června 2025 byl zvolen prezidentem Jižní Koreje. Úřadu se ujal 4. června 2025. V minulosti také zastával funkci guvernéra provincie Kjonggi, starosty města Songnam a předsedy Demokratické strany Koreje.

## Kontroverze
V roce 2022 byl I obviněn z korupce a lhaní za svého působení jako starosta Songnamu v době jeho prezidentské kampaně. I měl podle obžaloby změnit v roce 2015 územní plán města, aby umožnil developerům stavět na území, které bylo přírodně chráněno. I se obhajoval, že byl donucen takto činit jihokorejskou vládou, ta se ovšem odvolávala na fakt, že k tomu I nemá žádné důkazy. V roce 2022 během prezidentské kampaně měl dle obžaloby lhát při rozhovoru, aby se distancoval od sporů a zlepšil své šance na vítězství ve volbách. I řekl, že neznal Kim Mun-gia, soukromého investora, který dominoval v korupční kauze v Songnamu, který byl v roce 2021 nalezen mrtvý. Kim měl sklidil obrovské zisky pro malou firmu spravující aktiva a její přidružené společnosti a vyvolal podezření na možné korupční vazby mezi jeho firmou a úředníky města.
V roce 2024 byl I odsouzen k jednomu roku vězení s odkladem na dva roky za porušení volebního zákona, kdy se dopustil šíření nepravdivých informací v souvislosti s vyšetřováním ve městě Songnam. Soud v odůvodnění rozsudku napsal, že šíření lživých informací během volebního procesu zabraňuje voličům ve správném výběru a může tak poškodit demokracii. Pokud by byl tento rozsudek potvrzen, přišel by o poslanecký mandát a dalších 10 let by nemohl kandidovat na prezidenta, což by mohlo hrozit plány jeho strany v nadcházejících volbách. V červnu 2025 byl zvolen prezidentem země.Již ve funkci prezidenta prohlásil, že se bude snažit o přechod na obnovitelné zdroje energie, protože považuje jaderné elektrárny za nebezpečné a za trvale neudržitelné. 

## Atentát
Během jeho návštěvy ve městě Pusan na jihu země v lednu 2024 k němu útočník přistoupil s žádostí o autogram a následně ho bodnul do krku 18cm nožem, který si měl obstarat přes internet. I byl ihned letecky převezen do nemocnice do Soulu. Měl poškozenou krční žílu a byl operován. Dle lékařů nebyl v ohrožení života. Po osmi dnech byl z nemocnice propuštěn. 66letý útočník uvedl, že ho měl v plánu zabít. V červenci 2024 byl útočník, jímž byl realitní makléř Kim Čin-song, odsouzen za pokus o vraždu k trestu odnětí svobody na 15 let. Kim útok připravoval několik měsíců a zúčastnil se více těchto setkání. Dle jeho slov chtěl zabránit, aby se I stal prezidentem.